# Якутия
Якутия (официално название: на якутски: Саха Өрөспүүбүлүкэтэ; на руски: Респу́блика Саха́ (Якутия)) е субект на Руската Федерация. Разположена е в североизточната част на Сибир и е най-големият регион в състава на Руската Федерация. Част е от Далекоизточния федерален окръг и Далекоизточен икономически район. Площ 3 083 523 km2 (1-во място по площ в Руската Федерация, 18,01%). Население на 1 януари 2017 г. 962 835 души (56-о място в Руската Федерация, 0,66%). Столица е град Якутск. Разстоянието от Москва до Якутск е 8468 km.

## География

### Географско положение, големина, граници
Огромната територия на Якутия се простира в Североизточен Сибир и е най-големият субект на Руската федерация по територия, заемайки площ от 3 083 523 km2 – приблизително колкото територията на Индия, осмата най-голяма страна в света.
На изток Якутия граничи с Чукотския автономен окръг и Магаданска област, на югоизток – с Хабаровски край, на юг – с Амурска област, на югозапад – със Забайкалски край и Иркутска област и на запад – с Красноярски край. На север Якутия има 4500-километрова брегова ивица със Северния ледовит океан – море Лаптеви и Източносибирско море. Бреговете на Северния ледовит океан са доста разчленени. На северозапад е разположен заливът Нордвик, на север от който е остров Голям Бегичев, а източно от него са големите Анабарски и Оленьокски заливи. На изток от делтата на река Лена дълбоко в сушата навлиза заливът Буар Хая със защитеното пристанище Тикси, източно от който са Янският и Колимски заливи. В тези си граници разстоянията между крайните точки на републиката варират от 2000 до 2500 km, като най-западната точка е на границата с Евенкийски район на Красноярски край, най-източната – на границата с Чукотски автономен окръг, най-северната е остров Хенриета от Новосибирския архипелаг, а най-южната – граница с Амурска област. Републиката се простира в три часови пояса и близо 40% от територията ѝ е отвъд Северния полярен кръг.

### Геоложки строеж
Територията на Якутия заема източната половина на Сибирската платформа и западната част на Верхояно-Чукотската нагъната област. Основните платформени структури в пределите на Якутия са Анабарската (на северозапад) и Алданската (на юг) атеклизи, разделени от Вилюйската синеклиза, като архайско-протерозойския кристалинен фундамент на Сибирската платформа излиза на повърхността в ядрата на антеклизите (Анабарския масив и Алданския щит). Главните структурни елементи на Верхояно-Чукотската нагъната област на територията на страната са Колимския средищен масив и разположената на запад от него Верхояно-Колимска нагъната област. Тя се състои от два субмеридионални, дъгообразно очертани зони: външна – Верхоянската антиклинална зона, изградена от дислоцирани пермски скали, и вътрешна – Яно-Индигирска синклинална зона, запълнена от триаски и юрски наслаги. Тези наслаги, по източната граница на Яно-Индигирската синклинална зона са пронизани от късномезозойски гранитоидни интрузии, образуващи огромен батолитов пояс. Новите тектонски движения като цяло не са нарушили схемата на мезозойските структури и те съвпадата с най-големите планински системи в Якутия – Верхоянските планини и мощния Черски хребет.

### Релеф
Близо 2/3 от територията на Якутия е заета от планини и плата, а 1/3 са низини. Като цяло в зависимост от релефа страната може да бъде разделена на три части: Западна, Южна и Източна. В Западна Якутия се простират източните части на обширното Средносибирско плато, със средни височини от 500 до 700 m, което на север е ограничено от Северосибирската низина, на североизток – от Анабаро-Ленската низина, на юг – от Ленската низина, а на изток – от Централноякутската низина, характеризираща се с обилие от плитки затворени понижения (аласи), заети от хиляди малки езера. Между долните течения на реките Оленьок и Лена се простира дългото и ниско възвишение Чекановски кряж. В Южна Якутия е разположена силно разчленената Алданска планинска земя със средни височини от 650 до 1000 m, южно от нея, по границата с Амурска област – Становите планини (2412 m, Станов хребет), а на север – ниското Приленско плато. В източна Якутия преобладават големите планински системи. Покрай десните брегове на реките Лена и Алдан се простират дългите над 1000 km Верхоянски планини, а на изток от тях – мощния Черски хребет с най-високата точка на Якутия връх Победа 3147 m. Между двете големи планински вериги е разположена Яно-Оймяконската планинска земя, представена от Янското, Елгинското и Оймяконското плата. В северните и северизточните части на републиката са разположени Яно-Индигирската и Колимската низини, а в крайния изток и североизток – Юкагирското плато. Почти цялата територия на Якутия е покрита от пермафрост (вечна замръзналост), чиято дълбочина достига е между 300 и 1500 m. В пермафроста се срещат подземни ледове, като в средното течение на река Мома (десен приток на Индигирка) е разположен най-големият подземен ледник в Русия – Улахан-Тарин (над 100 km2).

### Полезни изкопаеми
Недрата на Якутия са много богати на различни полезни изкопаеми: диаманти в Средносибирското плато; злато, голяма част от находищата генетически са свързани с късномезозойските гранити и вулканични изригвания (в Алданската планинска земя, Яно-Индигирската синклинална зона и др.), а също и по теченията на реките в басейните на Индигирка, Яна и др.), въглища, природен газ, черни, цветни и редки метали, калай (в Яно-Индигирската синклинална зона). С късномезозойските наслаги във Вилюйската синеклиза и в нейната периферия са свързани находищата на въглища (Ленски, Южноякутски, Зирянски въглищни басейни) и находищата на природен газ (Уст Вилюйско, Собохаинско, бодарански и др.). В Сибирската платформа има големи запаси от каменна сол, гипс и други строителни материали.

### Климат
Якутия заема територии от субполярния, полярния и умерения климатични пояси, а климатът ѝ е рязко континентален с дълги, сурови и малоснежни зими и кратки, прохладни лета. Зимните температури обикновено варират между -42 °C и -36 °C, а летните се движат между +13 °C и +26 °C. Най-студеният месец е януари, а най-топлият е юли. Амплитудите между най-ниските и най-високите температури обаче често достигат 75 градуса, а в котловините и планинските долини на изток температурата пада до -70 °C. Най-студените места са регионите около Оймякон и Верхоянск, където температурите падат съответно до -71 °C и -68 °C. Якутия е най-студеният населен регион на планетата и отоплителният сезон продължава средно 8 – 9 месеца, а в по-северните ѝ части той е целогодишен. Една от причините за суровия климат е формирането на Азиатският (или сибирски) антициклон в началото на зимата, който намалява движението на въздушните маси, увеличава температурната инверсия и поддържа влажността ниска. Якутия се характеризира и с неравномерно разпределение на валежите през годината. Близо 80% от валежите падат в топлите месеци от април до октомври. Като цяло обаче количествата са малки – 200 до 250 mm годишно над по-голямата част от територията, до 500 mm на югозапад и до 700 mm по западните склонове на Верхоянските планини и Алдан-Учурския хребет.

### Води
Речната система на Якутия включва над 700 000 реки и потоци с обща дължина над 1,5 млн. km, и принадлежат към водосборните басейни на море Лаптеви и Източносибирско море.
Най-голямата река в Якутия е Лена (вливаща се в море Лаптеви), която със своите притоци Алдан, Вилюй, Витим, Ольокма и много други отводнява 65% от територията на страната. На северозапад протичат реките Анабар и Оленьок, вливащи се в море Лаптеви. На североизток, в пределите на страната протичат други четири големи реки: Яна (вливаща се в море Лаптеви) с притока си Адича, Индигирка с притоците си Уяндина и Елги, Алазея и Колима с притоците си Омолон и Анюй, вливащи се в Източносибирско море. Всичките големи реки на Якутия са плавателни през краткия летен сезон и се използват за транспортиране на дървен материал...
Разнообразния релеф на страната обуславя и характера на реките, като голяма част от големите реки в горните си течения имат планински характер, в средните – планинско-равнинен, а в долните, по обширните заблатени равнини и низини – типичен равнинен характер. Реките в западната част на Якутия и в Централноякутската низина имат преобладаващо снежно подхранване, а реките в планинските южни райони и в североизточните части – предимно дъждовно подхранване. За реките с преобладаващо снежно подхранване е характерно високо пролетно пълноводие, лятно-есенни прииждания в резултат на поройни дъждове и много ниско зимно маловодие, като някои от по-малките реки замръзват до дъно. За реките с преобладаващо дъждовно подхранване са характерни високите лятно-есенни прииждания (далекоизточен тип воден режим) и ниско зимно маловодие. Обикновено якутските реки замръзват през октомври, а се размразяват през май, като продължителността на заледяването се увеличава от юг на север. Поради това, че повечето от якутските реки текат от юг на север ледотопенето започва от горното и продължава към долното течение, което довежда до задръстване на коритата на реките с ледове и причиняването на катастрофални наводнения.
В Република Якутия има над 700 хил. естествени и изкуствени езера с обща площ над 83 хил. km2. Основната част от тях са съсредоточени в зоната на тундрата (Яно-Индигирската и Колимската низини), в зоната на северната тайга (във восборните басейни на Индигирка, Алазея, Колима, Абийската низина и др.) и в Централноякутската низина. Най-широко разпространение имат термокарстовите езера, разположени предимно в разнините и низините в централните и северните райони на Якутия. По долините на средните и големите реки са разпространени крайречните езера, а по морското крайбрежие – лагунните езера. Срещат се също тектонски и карстови езера, а в планинските райони – ледникови езера. Най-големите езера в Якутия са: Моготоево езеро, Бустах, Нерпиче, Голямо Морско езеро, Ожогино, Солунтах, Чукоче, Ниджили, Павилон, Илиргиткин и др. Изкуствените водни басейни са значително по-малко, като най-голямо е Вилюйското водохранилище на река Вилюй.
Блатата и заблатените земи заемат 6,42% от територята на Якутия с обща площ 197 836 km2.
В планините на Източна Якутия има 485 ледника с обща площ 413 km2 и съдържащи големи запаси от прясна вода.

### Почви
Голяма част от територията на Якутия е заета от замръзнали тундрово-горски почви. В пранинските райони са разпространени замръзнали планинско-горски и планинско-тундрови почви. В Централна Якутия са разпространени ливадно-горските, частично засолените и алувиално-ливадните почви, а в останалите части – планинско-горските, блатните и тундровите почви.

### Растителност и животински свят
За равнинните пространства в Северна Якутия е характерна тундрата, представена от тревиста и блатна растителност. Южната част на тундрата е покрита с мъхово-лишейни блата. Около 80% от територията на страната попада в зоната на тайгата, като горите заемат 138 млн.ха. Преобладават даурска лиственица (89% от горския фонд), кедрова хвойна, смърч, бреза и др. По долините на реките и в понижените участъци (аласите) има ливади и пасища.
В тундрата и тайгата обитават: арктическа лисица, собол, бял заек, хермелин, лисица, ондатра, северен елен, лос, розова чайка, бял жерав и др. В басейна на река Ольокма (десен приток на Лена) се срещат зубри, а в планинските райони на юг и изток – дива свиня и снежен овен. Якутските реки са богати на риба: бяла риба, щука, костур, есетра, налим, пъстърва и др.

## История
Територията на днешна Якутия е била населена от древни времена въпреки суровия си климат. Най-ранните сведения за човешко присъствие датират от ранния палеолит.
Първите руски пътешественици в Якутия са отрядите на предприемача Пантелей Пянда и казашките отряди на Василий Бугор, Иван Галкин и други. Те проникват в региона през 20-те години на 16 век. През 1632 казашкият пътешественик Пьотър Бекетов основава първия руски острог на десния бряг на Лена, на около 70 километра от днешен Якутск. Той изпраща послание до цар Михаил, в което обявява присъединяването на якутския народ към владенията на царя. Няколко години по-късно са основани още няколко руски острога в Якутия: Вилюйск (1634 г.), Ольокминск (1635 г.), Верхоянск (1638 г.), Среднеколимск (1644 г.) и др. През 1638 се образува самостоятелен Якутски уезд, подчинен на Сибирски приказ, през 1775 е преобразуван в Якутска провинция, а през 1784 получава статут на област. Първите войводи на уезда са П. Головин и М. Глебов, които пристигат в Ленски острог през 1641. През 1643 острогът е преместен на левия бряг на Лена и наречен Якутск. Градът бързо се превръща в административен, военен и икономически център на Якутия, както и форпост при овладяването на Далечния Изток.
В резултат на постоянни усилия и сътрудничество с местните жители, Русия установява управление върху далечния североизток, в изключително богати на природни ресурси региони. Още през 1641 започва събирането на данък (ясак) под формата на кожи от самур и лисица, като за 1701 година биват събирани 12720 кожи от самур и 6818 кожи от лисица. През 18 век износът на кожи от Сибир съставя 1/3 от приходите на царската хазна. Въпреки мащабното усвояване на Якутия, руското управление се стреми да запази начина на живот на местните жители, който е съсредоточен в скотовъдството и еленовъдството. Управляваната от Москва войводска администрация взаимодейства с родово-племенните първенци и им поверява решаването на някои съдебни, управленчески и данъчни въпроси.
През 1851 г. в състава на Иркутското генерал-губернаторство е създадена Якутска област. На 27 април 1922 г. е преобразувана в Якутска АССР, на 27 септември 1990 г. е преобразувана в Якутска ССР в състава на ОНД, а на 28 декември 1991 г. е преименувана на Република Саха (Якутия) и става субект в Руската Федерация.

## Население
Населението на Якутия съставлява 962 835 души (1 януари 2017). Плътността на населението е само 0,3 души на един km² или 1 човек на 3 km². Така републиката представлява най-рядко населения регион в Русия. Градското население съставлява 65,41%.
Населени места с повече от 7000 души
| Якутск   | 303 836 | Удачни  | 11 695 | Жатай      | 9196 |
| Нерюнгри | 57 791  | Вилюйск | 10 744 | Ольокминск | 9192 |
| Мирни    | 34 836  | Нюрба   | 9918   | Покровск   | 9102 |
| Ленск    | 23 693  | Сунтар  | 9760   | Чулман     | 8315 |
| Алдан    | 20 892  | Намци   | 9683   | Майя       | 7221 |
| Айхал    | 14 057  | Чурапча | 9611   | Томот      | 7194 |

### Етнически състав
Националният състав на населението е разнообразен. Основни народи са якути (48,67%) и руснаци (36,90%). В републиката живеят също украинци, евенки, евени, татари и други малочислени народи. Общо, по данни от преброяването на населението през 2010 г., в Якутия живеят около 127 народа.
| якути (48.67%) руснаци (36.90%) евенки (2.19%) украинци (2.12%) евени (1.57%) татари (0.85%) буряти (0.73%) киргизи (0.52%) други (6.45%) |

### Обща карта
Легенда:
|  | Републикански център, повече от 200 000 души |
|  | от 50 000 до 100 000 души                    |
|  | от 10 000 до 50 000 души                     |
|  | от 5000 до 10 000 души                       |
|  | от 2000 до 5000 души                         |
|  | от 1000 до 2000 души                         |

## Административно-териториално деление
В административно-териториално отношение Република Якутия се дели на 2 републикански градски окръга и 34 муниципални района (улуси). Има 13 града, в т.ч. 1 град с републиканско подчинение (Якутск) и 12 града с районно подчинение и 41 селища от градски тип няма
| Административна единица              | Площ (km2) | Население (2017 г.) | Административен център | Население (2017 г.) | Разстояние до Якутск (в km) | Други градове и сгт с районно подчинение                  |
| ------------------------------------ | ---------- | ------------------- | ---------------------- | ------------------- | --------------------------- | --------------------------------------------------------- |
| Републикански градски окръзи (улуси) |            |                     |                        |                     |                             |                                                           |
| Якутск                               | 3600       | 324 651             | гр. Якутск             | 324 651             |                             |                                                           |
| Жатай                                | 22         | 9079                | сгт Жатай              | 9079                | 20                          |                                                           |
| Муниципални райони                   |            |                     |                        |                     |                             |                                                           |
| 1. Абийски                           | 69 400     | 4058                | сгт Белая Гора         | 2074                | 1380                        |                                                           |
| 2. Алдански                          | 156 800    | 39 858              | гр. Алдан              | 20 908              | 530                         | гр. Томот, Безимянни, Лебедини, Ленински, Нижни Куранах   |
| 3. Алаиховски                        | 107 300    | 2718                | сгт Чокурдах           | 2095                | 1360                        |                                                           |
| 4. Амгински                          | 29 400     | 16 719              | с. Амга                | 6598                | 200                         |                                                           |
| 5. Анабарски нац. район              | 55 600     | 3500                | с. Саскилах            | 2364                | 1515                        |                                                           |
| 6. Булунски                          | 235 100    | 8404                | сгт Тикси              | 4604                | 1270                        |                                                           |
| 7. Верхневилюйски                    | 43 200     | 20 939              | с. Верхневилюйск       | 6282                | 677                         |                                                           |
| 8. Верхнеколимски                    | 67 800     | 4220                | сгт Зирянка            | 2860                | 1255                        |                                                           |
| 9. Верхоянски                        | 137 400    | 11 385              | сгт Батагай            | 3682                | 705                         | гр. Верхоянск, Есе Хая                                    |
| 10. Вилюйски                         | 55 200     | 25 004              | гр. Вилюйск            | 11 279              | 592                         | Кисил Сир                                                 |
| 11. Горни                            | 45 600     | 11 956              | с. Бердигестях         | 6676                | 185                         |                                                           |
| 12. Жигански нац. район              | 140 200    | 4238                | с. Жиганск             | 3404                | 754                         |                                                           |
| 13. Кобяйски                         | 107 800    | 12 554              | сгт Сангар             | 4125                | 512                         |                                                           |
| 14. Ленски                           | 77 000     | 37 381              | гр. Ленск              | 23 660              | 840                         | Витим, Пеледуй                                            |
| 15. Мегино-Кангаласки                | 11 700     | 30 877              | сгт Нижни Бестях       | 3924                | 54                          |                                                           |
| 16. Мирнински                        | 165 900    | 72 914              | гр. Мирни              | 35 376              | 970                         | гр. Удачни, Айхал, Алмазни, Светли, Чернишевски           |
| 17. Момски нац. район                | 101 700    | 4099                | с. Хонуу               | 2370                | 1125                        |                                                           |
| 18. Намски                           | 11 900     | 24 450              | с. Намци               | 9892                | 84                          |                                                           |
| 19. Нерюнгрински                     | 93 000     | 74 986              | гр. Нерюнгри           | 57 247              | 740                         | Беркакит, Золотинка, Нагорни, Серебряни Бор, Хани, Чулман |
| 20. Нижнеколимски                    | 86 800     | 4366                | сгт Черски             | 2600                | 1920                        |                                                           |
| 21. Нюрбински                        | 52 400     | 24 135              | гр. Нюрба              | 9850                | 822                         |                                                           |
| 22. Оймяконски                       | 92 200     | 8852                | сгт Уст Нера           | 5434                | 865                         | Артик                                                     |
| 23. Оленьокски нац. район            | 318 100    | 4009                | с. Оленьок             | 2144                | 1270                        |                                                           |
| 24. Ольокмински                      | 166 700    | 25 139              | гр. Ольокминск         | 10 475              | 651                         | Торго                                                     |
| 25. Среднеколимски                   | 125 200    | 7412                | гр. Среднеколимск      | 3490                | 1485                        |                                                           |
| 26. Сунтарски                        | 57 800     | 23 707              | с. Сунтар              | 9794                | 845                         |                                                           |
| 27. Татински                         | 18 980     | 16 358              | с. Итик-Кюйол          | 6780                | 256                         |                                                           |
| 28. Томпонски                        | 135 800    | 13 019              | сгт Хандига            | 6166                | 404                         | Джебарики-Хая                                             |
| 29. Уст Алдански                     | 18 300     | 20 881              | с. Борогонци           | 5821                | 149                         |                                                           |
| 30. Уст Майски                       | 95 300     | 7294                | сгт Уст Мая            | 2657                | 409                         | Елдикан, Звьоздачка, Солнечни, Югоренок                   |
| 31. Уст Янски                        | 120 300    | 7202                | сгт Депутатски         | 2967                | 1025                        | Нижнеянск, Уст Куйга                                      |
| 32. Хангаласки                       | 24 700     | 32 429              | гр. Покровск           | 9177                | 70                          | Мохсоголох                                                |
| 33. Чурапчински                      | 12 600     | 21 160              | с. Чурапча             | 10 134              | 177                         |                                                           |
| 34. Евено-Битантайски нац. район     | 55 600     | 2782                | с. Батагай Алита       | 1818                | 660                         |                                                           |

|  | Тази страница частично или изцяло представлява превод на страницата „Административно-территориальное деление Республики Саха“ в Уикипедия на руски. Оригиналният текст, както и този превод, са защитени от Лиценза „Криейтив Комънс – Признание – Споделяне на споделеното“, а за съдържание, създадено преди юни 2009 година – от Лиценза за свободна документация на ГНУ. Прегледайте историята на редакциите на оригиналната страница, както и на преводната страница, за да видите списъка на съавторите. ВАЖНО: Този шаблон се отнася единствено до авторските права върху съдържанието на статията. Добавянето му не отменя изискването да се посочват конкретни източници на твърденията, които да бъдат благонадеждни. |

## Икономика
Якутия е изключително богата на полезни изкопаеми, минерални и природни ресурси. В западна Якутия се намират най-големите диамантени находища в света. Диамантите са гръбнакът на добивния сектор; републиката е дом на 90% от диамантените находища в Русия и генерира 95% от общия добив за страната. Заедно с тях Якутия разполага със значителни и не изцяло разработени находища на злато, сребро, калай (43% от всички находища в Далечния изток), антимон, волфрам, желязна руда (79% от всички находища в Далечния изток), манганова руда, фосфор, сяра, каменна сол и много други. В Якутия се намират 61% от находищата на уран, 82% от антимоновите запаси и 28% от находищата на олово в Русия. Републиката има и огромни находища от горивни полезни изкопаеми. При 10% сондирана територия в провинциите с наличност на горивни полезни изкопаеми са потвърдени запаси от около един трилион тона въглища само в най-големите въгледобивни басейни, 2,4 трилиона кубични метра природен газ и над 330 милиона тона нефт. Планира се през 2019 година газопроводът „Силата на Сибир“, изграждан от Газпром, да започне да пренася газ към Китай от Чаяндинското нефтогазово находище в югозападна Якутия.
Заради тази изключителна зависимост от природните богатства, икономиката на Якутия претърпява крах по-рано в последните години на съветската епоха, но и се възстановява по-бързо в началото на 90-те години. Добивът на диаманти е един от основните източници на твърда валута и изиграва ключова роля не само за подобряването на икономическото състояние в републиката, но и на Руската федерация като цяло. Якутия днес произвежда една четвърт от диамантите в света. Добивът е под контрола на базираната в Мирни компания АЛРОСА, създадена върху основите на съветското държавно предприятие НПО Якуталмаз. Най-голям дял в АЛРОСА имат федералното правителство (43,93%) и правителството на Якутия (25%), и разнообразни частни физически и юридически лица. Освен в Якутия, компанията проучва находища в Ботсвана и Ангола.
Селското стопанство е слабо развито най-вече заради липсата на подходящи за земеделие почви. Едва около 1% от почвите са годни за обработка. В централна Якутия е възможно отглеждането на бързо узряващи зърнено-бобови култури и коне за месо. На север се намират най-обширните пасища за елени в света и там е развито еленовъдството. Заедно с аграрно-промишления комплекс, в централна Якутия са съсредоточени преработващите предприятия, научно-образователните институции, информационните технологии и туризма.
Отглеждат се фуражни, зърнени храни, бобови растения; картофи и зеленчуци.
| хиляди хектара | 124 | 107,5 | 81,4 | 60,7 | 49 | 44,1 | 46,5 |

За разлика от останалата част от Русия, банковият и финансов сектор продължава да е пряко или косвено управляван от местното правителство. Въпреки това финансите на републиката са стабилни. Якутия има силна местна икономика с добра данъчна основа, гъвкава фискална политика и добър достъп до капиталовия пазар на страната. Републиката се отличава и със сравнително нисък дълг (30% от общите бюджетни приходи). За 2016 година бюджетните приходи от данъци се изчисляват на 57%. Най-големите платци на данъци са компании в областта на добива на природни ресурси, като 10-те най-големи компании формират 63% от общите данъчни постъпления. През 2014 година брутният регионален продукт на глава от населението е 2,2 пъти средния за Русия, а средната работна заплата е 2,5 пъти над средната за страната.

### Инфраструктура
Якутия е един от най-труднодостъпните населени региони на планетата. Близо 90% от територията ѝ няма целогодишна транспортна инфраструктура.
До този момент активно се използва водния, автомобилния (особено Амуро-Якутската магистрала) и въздушния транспорт. През 2004 г. започва строителството на железопътна линии, съединяваща Якутск с Нерюнгри. Това ще позволи присъединяването на републиката към железопътната система на Русия (през 2010 г.). Общата дължина на строящата се жп линия е 800 км.
Тикси е едно от основните пристанища по Северния морски път.

## Култура
Характерен за Якутия е празникът исях, когато се почитат слънцето и плодородието. Исях се провежда в рамките на няколко дни през юни, включвайки 21 юни, денят на лятното слънцестоене. Елементите на празника са сходни с празниците на други тюркски степни народи, като тувинците, алтайците, татарите и башкирите. Исях се открива със запалването на ритуален огън, който гори постоянно докато трае празника, а около мястото на празненствата се насаждат млади брези в чест на почетните гости. В съвременния си формат исях трае два дни, включвайки конни състезания, борба, игри, изпълнения на якутския епос Олонхо, и пиене на кумис.
В древни времена началото му е било давано от шаман, съпровождан от осем девствени момчета и осем девствени момичета. Празненствата са продължавали до девет дни и са включвали танца осуохай, който продължава до сутринта. През 17 век исях е описан за пръв път от холандския пътешественик Идес, който минава през Якутия на път за Китай. Той описва пищните тържества, включително големия ритуален огън и подготвянето на големи количества кумис. Празникът е забранен през 1930-те години и заменен със спортни прояви, но 1991 година е обявен за фестивал на републиката.
В традициите на якутските народи шаманът е заемал ключово място. Думата шаман произхожда от езика на евенките и обозначава племенните обредни майстори, обединяващи ролята на свещеник, лекар, мистик, и редица други социални функции. Според традиционните вярвания, душата на сибирския шаман може да напуска нашия свят и да пътува до горен (в небето) или долен свят (под земята). Шаманът изпада в състояния на транс, но неговото майсторство се крие да може да управлява тези опасни състояния, избягвайки лудост или смърт. Една от основните му задачи е да отплати за живота на убитите за храна животни от името на своята общност, като пътува до божествата и преговаря с тях.

### Символи
Знамето на Якутия е прието през 1992 година и изобразява бял диск на светлосин фон, а в дъното има три хоризонтални ивици – бяла, червена и зелена. Съотношението на страните е 1:2. Според интерпретацията на якутския идеолог и политик Уляна Винокурова, белият диск представлява полярното слънце („урунъкун“), символ на вечния живот в якутските вярвания. Светлосиният фон символизира небето и студения, суров полярен климат. Бялата ивица символизира чистота, сняг, надежда, мъдрост и доброта; червената ивица е сила, храброст, чест и самостоятелност; зелената е здраве, радост и надеждата на народа.
Гербът на републиката също включва бял диск като символ на полярното слънце с тъмносиня рамка. В центъра на диска има изображение на конник, взето от древни скални рисунки, открити около бреговете на река Лена. Конникът носи знаме, символ на обединението на якутските племена, а тъмносиният обръч около диска е украсен със седем ромбични звезди, всяка една от тях представяща един от автохтонните народи на Якутия.